# De slaapkamer

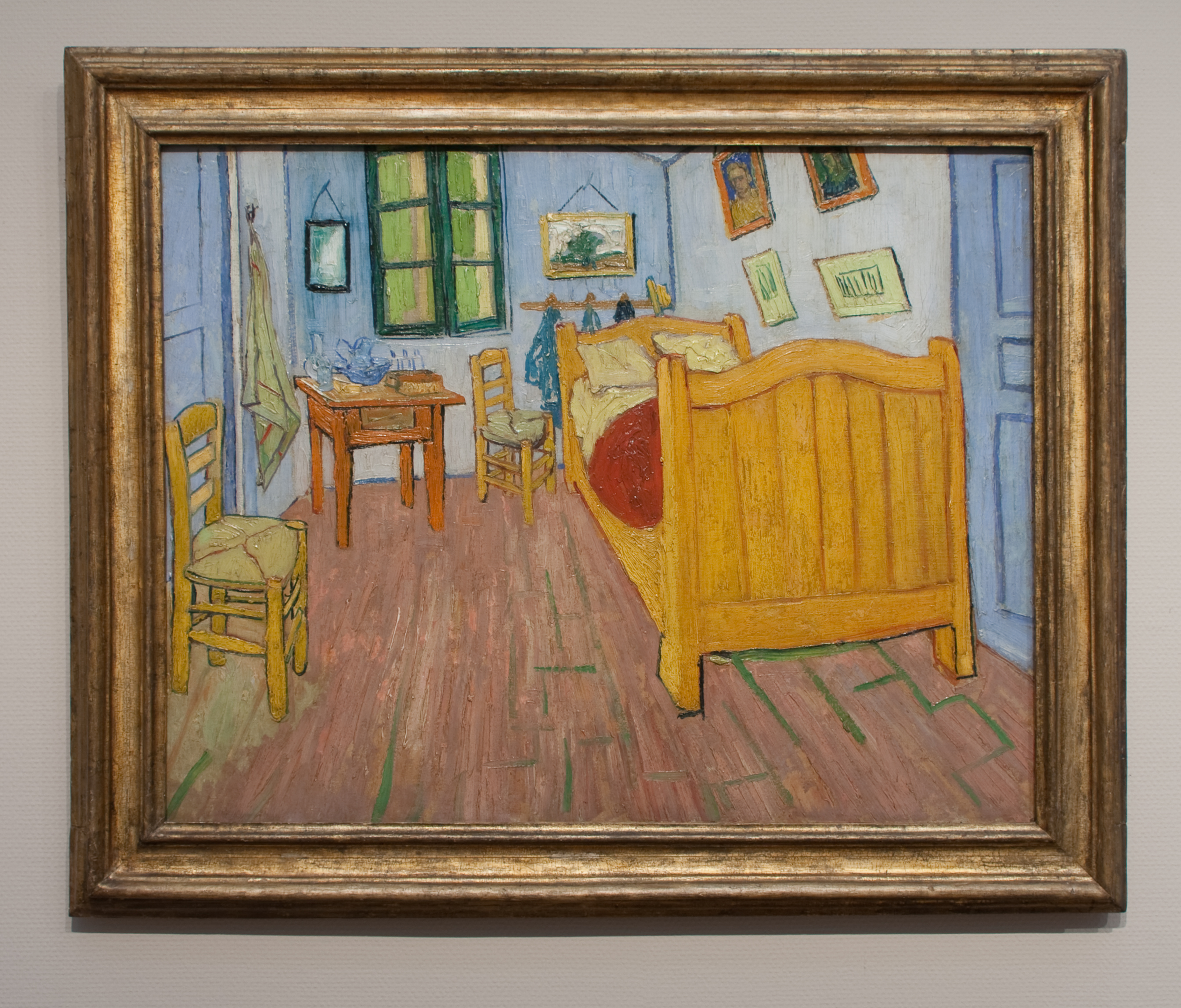
De slaapkamer in het Van Gogh Museum.

De slaapkamer in het Musée d'Orsay

De slaapkamer (Frans: La Chambre à Arles; (Slaapkamer te Arles)) is de titel van elk van drie vrijwel identieke schilderijen van de Nederlandse post-impressionistische kunstschilder Vincent van Gogh. Hij schilderde ze in oktober 1888 in Arles.
Op het doek staat zijn toenmalige slaapkamer in het gele huis afgebeeld. Boven het bed hangen door hem gemaakte schilderijen.
Er zijn drie verschillende versies die in diverse musea hangen, namelijk:
- Van Gogh Museum in Amsterdam
- Art Institute of Chicago in Chicago
- Musée d'Orsay in Parijs

De eerste versie is beschadigd geraakt, maar omdat zijn broer Theo erg onder de indruk was van het schilderij moedigde hij Vincent aan om het nogmaals te schilderen, alvorens het gerestaureerd was. Vincent zelf was ook zeer tevreden over dit schilderij, waardoor hij toegaf en een tweede versie maakte. Een derde (kleinere) versie maakte hij later voor zijn zus Willemien.

## Restauratie
In 2010 is de versie van het Van Gogh Museum gerestaureerd. De oude vergeelde vernislagen en retouches zijn verwijderd. Uit de restauratie is gebleken dat sommige kleuren in het schilderij veranderd zijn. De wanden en deuren waren oorspronkelijk lila van kleur. Vincent van Gogh beschreef de kleuren die hij gebruikte in dit schilderij in een brief aan zijn broer Theo.
Het restauratieproces is beschreven in de blog Slaapkamergeheimen.